# Maurício Rands
Maurício Rands Coelho Barros (Recife, 23 de setembro de 1961) é um advogado, professor universitário e político brasilleiro filiado a REDE.

## Biografia
Formado em Direito pela Universidade Federal de Pernambuco, especializado em Direito do Trabalho pela Universidade de Bari, na Itália, e mestre e doutor em Ciência Política pela Universidade de Oxford, Inglaterra.
Sua vida política iniciou em 1981, quando se filiou ao Partido do Movimento Democrático Brasileiro (PMDB), onde permaneceu até 1989, quando se filiou ao Partido dos Trabalhadores (PT). Em 1989, foi vice-presidente da OAB de Pernambuco.
De 1997 a 2017, foi professor da área jurídica na Universidade Federal de Pernambuco (UFPE), onde lecionou Direito do Trabalho.
Em 2000, assumiu o posto de conselheiro federal da OAB, onde passou dois anos.
Em 2001, foi secretário de assuntos jurídicos da prefeitura do Recife. Criou a Justiça Cidadã, ação que descentraliza a assistência judiciária aos bairros da periferia da cidade, vencedora, no ano de 2003, do prêmio gestão pública e cidadania.
Foi eleito deputado federal em 2002, com 107.741 votos, e reeleito em 2006, com 149.761 votos. Na Câmara dos deputados, foi presidente da Comissão de Constituição e Justiça, em 2004; vice-líder do PT de 2005 a 2007, e líder da bancada do partido em 2008.
Pelo quinto ano consecutivo, em 2008, foi nomeado pelo DIAP um dos “cabeças” do Congresso. Em dezembro, foi eleito pelos próprios deputados e senadores entre os 10 parlamentares mais influentes do Congresso Nacional.
Em 2010, tornou-se membro da Comissão de Relações Exteriores e Defesa Nacional da Câmara dos Deputados. Assumiu a Secretaria de Governo do estado de Pernambuco, no segundo governo de Eduardo Campos, em 2011.

## Renúncia ao mandato
Em 2012, lançou-se pré-candidato à prefeitura do Recife, pela tendência petista Construindo um novo Brasil. Com a interferência da executiva nacional do partido na escolha do nome, Rands anunciou através de carta, sua desfiliação do PT, renúncia ao mandato de deputado federal, e exoneração de Secretário de estado do governo Eduardo Campos. Em seu lugar na Câmara dos Deputados Vilalba de Jesus assumiu o mandato parlamentar.

## Livros
Publicou o livro Labour Relations and the New Unionism in Contemporary Brazil, pela editora MacMillan, em 1999. No último ano do segundo mandato de Luiz Inácio Lula da Silva , em 2010, lançou o livro A Era Lula, pela editora Bagaço.

## Condecorações
- Medalha do Mérito Moacir Barralho, 1994
- Medalha Conselheiro João Alfredo, 2001